# Buenavista, Tarandacuao
Buenavista är en ort i Mexiko.   Den ligger i kommunen Tarandacuao och delstaten Guanajuato, i den södra delen av landet, 160 km väster om huvudstaden Mexico City. Buenavista ligger 1 926 meter över havet och antalet invånare är 724.
Terrängen runt Buenavista är platt åt nordost, men åt sydväst är den kuperad. Runt Buenavista är det ganska tätbefolkat, med 104 invånare per kvadratkilometer. Närmaste större samhälle är Maravatío, 15,4 km sydost om Buenavista. Trakten runt Buenavista består till största delen av jordbruksmark.